# 1976年夏季奥林匹克运动会摩洛哥代表团
1976年夏季奥林匹克运动会摩洛哥代表团是摩洛哥派出的1976年夏季奥林匹克运动会代表团。